# Ouaki (Ouham)
Ouaki est une commune rurale de la préfecture de l’Ouham, en République centrafricaine. Elle s’étend au sud de la ville de Kabo et doit son nom à la rivière Ouaki.

## Géographie
La commune de Ouaki est située au nord de la préfecture de l’Ouham.
|        | Sido   |           |
| Ouassi | Ouaki  | Nana-Outa |
|        | Ouassi |           |

## Villages
La plupart des villages sont localisés sur les axes Kabo – Ouandago, Ouandago – Batangafo et Batangafo - Kabo.
Les villages principaux sont : Vafio 2, Zoumanga, Dessi, Bokambaye 1, Bongonon et Bozoro. 
La commune compte 31 villages en zone rurale recensés en 2003 : Belalou, Bezomon, Bogama 1, Bogama 2, Bokaioua, Bokambaye 1, Bokambaye 2, Bongonon, Botere 1, Botere 2, Bozoro, Dessi, Farazara 1, Farazara 2, Gbafio, Kakobo, Kava 1, Kava 2, Kouvougo, Mbororo, Miaro, Moussoumba, Ndafourou, Ndimba, Ngonikira, Ouaki 1, Ouaki 2, Roboringa, Samba, Vafio 2, Zoumanga.

## Éducation
La commune compte 16 écoles publiques : Bokaiwa, Bongono, Ndafourou, Bozoro-Bogam, Gbafio, Dessi, Farazara, Balalou, Ouaki, Zoubanga, Vafio, Ngonikira, Kakobo, Ndafourourou, Bongonon et Bokambaye.